# Bataille d'Alnwick (1093)
Pour l’article homonyme, voir Bataille d'Alnwick (1174).
La bataille d'Alnwick opposa le royaume d'Écosse et le royaume d'Angleterre le 13 novembre 1093.

## Contexte
Depuis la conquête normande de l'Angleterre entamée en 1066, la Northumbrie échappe au contrôle de Guillaume le Conquérant. Les nobles anglo-saxons fidèles à Harold Godwinson mènent jusqu'en 1071 une guérilla contre les troupes du Conquérant. Ce dernier se méfie de l'Écosse, qui a accueilli de nombreux Anglo-Saxons exilés. En 1072, il envahit l'Écosse et force le roi Malcolm III à le reconnaître comme son suzerain.
À sa mort en 1087, son fils Guillaume II le Roux doit faire face à des troubles en Normandie. Malcolm en profite pour envahir la Northumbrie et assiéger Durham en mai 1091. Guillaume rassemble une grande armée et envahit l'Écosse. Une trêve est établie. Cette invasion inquiète Guillaume le Roux qui décide de placer à la frontière des barons qui lui sont loyaux.
En novembre 1093, cependant, Malcolm envahit l'Angleterre et fait le siège d'Alnwick.

## Déroulement de la bataille
Le comte de Northumbrie Robert de Montbray, bien qu'impliqué dans la rébellion de 1088 contre Guillaume le Roux, mobilise immédiatement une armée. Ses forces sont cependant insuffisantes et significativement inférieures à celles des Écossais. Il espère cependant secourir Alnwick. Il y arrive le 13 novembre et surprend les Écossais devant les remparts de la ville. 
Malcolm III et son fils Edward sont tués pendant le combat. Privée de chefs, l'armée écossaise se retire précipitamment. Les Anglais découvrent le cadavre de Malcolm et l'enterrent avec respect à Tynemouth.

## Conséquences
La reine Marguerite d'Écosse, épouse de Malcolm, meurt subitement le 16 novembre. Donald, le frère cadet de Malcolm, en profite pour usurper le trône au détriment du fils aîné de Malcolm, Duncan. Cette situation plonge l'Écosse dans un climat de guerre civile jusqu'en 1097, date à laquelle Donald est renversé.
Sans véritable ennemi face à lui, Guillaume le Roux n'accorde plus son attention à l'Écosse et poursuit ses querelles avec son frère Robert Courteheuse.